# عدي خضر
عدي خضر سالم القرا هو لاعب كرة قدم أردني يلعب لصالح نادي النهضة العماني والمنتخب الأردني لكرة القدم.

## مهنة دولية
لعب عدي أول مباراة دولية له مع منتخب الأردن ضد ليبيا في مباراة دولية ودية في 9 أغسطس 2013 في عمان.

## الأهداف الدولية

### تحت 22 سنة
| # | تاريخ         | مكان         | الخصم     | نتيجة | حصيلة | مسابقة                                  |
| - | ------------- | ------------ | --------- | ----- | ----- | --------------------------------------- |
| 1 | 24 يونيو 2012 | كاتماندو     | أوزبكستان | 3-1   | فوز   | تصفيات كأس آسيا تحت 22 سنة 2014 (هدفان) |
| 2 | 13 مايو 2013  | مدينة الكويت | الكويت    | 1–0   | فوز   | ودية تحت 22 سنة                         |
| 3 | 2 يوليو 2013  | المنامة      | البحرين   | 2-2   | تعادل | ودية تحت 22 سنة                         |
| 4 | 15 يناير 2014 | مسقط         | ميانمار   | 6-1   | فوز   | بطولة آسيا تحت 22 سنة 2014              |

## التكريم والمشاركة في البطولات الدولية

### كأس آسيا
- كأس آسيا 2019

### اتحاد غرب آسيا
- بطولة اتحاد غرب آسيا لكرة القدم 2014

## روابط خارجية
- اللاعب عدي خضر على موقع كووورة.